# Georg Damjanoff
Georg Damjanoff (* 12. Oktober 1945) ist ein ehemaliger deutscher Fußballspieler.
Der der Jugend des SC Fürstenfeldbruck entstammende Damjanoff, Sohn eines Bulgaren, zunächst staatenlos und später deutscher Staatsbürger, absolvierte 104 Bundesligaspiele und erzielte dabei 13 Tore sowie 200 Spiele in der 2. Fußball-Bundesliga bei drei Treffern. Davon bestritt er 16 Spiele für den MSV Duisburg, in denen er ein Tor schoss, sowie 30 Spiele mit fünf Toren für Arminia Bielefeld und in den Spielzeiten 1973/74 und 1975/76 58 Spiele mit sieben Toren für Hannover 96. In der Saison 1974/75 kam er in der zweiten Bundesliga zu 34 Einsätzen und einem Tor. In der zweiten Bundesliga bestritt Damjanoff in der Saison 1976/77 27 Spiele für die Spvgg. Bayreuth, in denen ihm kein Tor gelang. Danach kehrte er zu Hannover 96 zurück, wo er bis 1980 noch zu 152 Spielen kam, in denen er ebenfalls kein Tor mehr schoss. Insgesamt kam er auf 210 Spiele und acht Tore für Hannover. Von Januar 1981 bis Mai 1981 spielte Damjanoff in der zweiten Bundesliga noch in 21 Spielen für den VfB Oldenburg und erzielte dabei zwei Tore.
Weiterhin kam er im DFB-Pokal zu zwei Spielen für Hannover 96 und drei Spielen für den VfB Oldenburg.
Nach der Karriere wurde er Physiotherapeut und nahm seinen Wohnsitz in Hannover.

## Kurioses
Damjanoff musste 1976 für ein Spiel bei Hannover 96 aussetzen, nachdem ihm ein Teekessel auf den Fuß gefallen war. Sein damaliger Trainer Helmut Kronsbein kommentierte das Missgeschick mit dem Satz „Da trinkt Dammy zum ersten Mal kein Bier, schon verletzt er sich.“

## Stationen
- 1965–1970 Tennis Borussia Berlin
- 1970–1971 MSV Duisburg
- 1971–1972 Arminia Bielefeld
- 1973–1976 Hannover 96
- 1976–1977 SpVgg Bayreuth
- 1977–1980 Hannover 96
- 1980–1981 VfB Oldenburg